# Bill Biggart
Bill Biggart, nome completo William G. Biggart (Berlino, 20 luglio 1947 – New York, 11 settembre 2001), è stato un fotoreporter statunitense.
È stato uno dei fotografi che hanno immortalato gli attacchi terroristici dell'11 settembre a New York. Biggart scatta l'ultima fotografia alle 10:28:24 di quel giorno, prima di venir travolto dai detriti derivanti dal crollo della torre nord del World Trade Center.
Quattro giorni dopo, il suo corpo viene ritrovato assieme alla borsa contenente tre macchine fotografiche, sei rullini, la tessera stampa e una scheda di memoria CompactFlash contenente 150 fotografie poi diventate famose e pubblicate il 15 ottobre dello stesso anno sul settimanale Newsweek e su diversi siti Internet.